# 4chan
4chan er et engelsksproget internetforum, nærmere præcis et såkaldt imageboard. Hjemmesiden blev lanceret den 1. oktober 2003 af Christopher "moot" Poole. Oprindeligt var hjemmesidens formål at diskutere manga, anime og generelt japansk kultur, men i dag indeholder den ligeledes diskussionsfora for mange andre emner, herunder videospil, madlavning, våben, tv, musik, litteratur, historie, fitness, politik og sport. Disse forskellige diskussionsfora omtales også blot som "boards". Det er ikke muligt at registrere sig som bruger på platformen, i stedet er det kutyme at fremstå som anonym på hjemmesidens forskellige diskussionsfora. Hjemmesiden tilbyder således, at brugere anonymt kan diskutere forskellige emner samt dele videoer og billeder.
Selvom hvert diskussionsfora, eller board, har interne regler og derfor i nogen grad bliver modereret, er hjemmesiden kendt for sin lave grad af moderation. Denne lave grad af moderation sammenholdt med brugernes anonymitet har medført, at hjemmesiden er kendt for sit – til tider meget – grænseoverskridende indhold, herunder yderliggående politiske holdninger, racisme m.m. Ligeledes er brugerne af hjemmesiden kendte og berygtede for deres trolling af både andre interne brugere men i særdeleshed også af andre – særligt kendte – personer, hvilket har affødt at en række memes m.m., der har haft sin skabelse på ét af 4chans boards, har gået viralt på det bredere internet og dermed også i den bredere befolkning. 4chans brugere har således eksempelvis startet internetfænomener og memes, såsom LOLcats, Rickrolling, Pedobear, Chocolate Rain (af Tay Zonday) og Anonymous. Ligeledes var brugere af 4chan medvirkende til, at Kim Jong-un i 2012 blev kåret til Time Person of the Year i Time Magazines online afstemning (ikke at forveksle med magasinets intern valgte Person of the Year), ligesom 4chan-brugere også hjalp en 39-år gammel mand, omtalt som "Creepy Old Man" idet han ønskede at lugte Taylor Swift hår, vandt en fankonkurrence om at møde Taylor Swift. Brugere på 4chan var ligeledes medvirkende til, at Shia LaBeoufs "he will not divide us"-kunstprojekt blev ødelagt gentagende gange.
Et af sidens board har navnet random (tilfældigt) eller "/b/". Det er det mest populære board og stedet hvor mange af disse memes er opstået.  Der er meget få regler for hvad man må skrive og derfor har sidens anonyme samfund og kultur ofte tiltrukket sig mediernes opmærksomhed.

## Historie
4chan startede i 2003 i den dengang 15-årige Christopher "moot" Pooles teenageværelse og var egentlig ment som et sted, hvor man kunne diskutere japanske tegneserier og tegnefilm – altså en amerikansk/engelsksproget pendant til den populære japanske hjemmeside Futaba Channel (også kendt som 2chan). Før Poole startede 4chan, havde han været en regelmæssig brugere af et af hjemmesiden Something Awful's (SomethingAwful.com) subfora kaldte "Anime Death Tentacle Rape Whorehouse" (ADTRW), hvor mange af brugerne havde været bekendt med den japanske hjemmeside Futaba Channel. Efter hjemmesiden oprettelse begyndte Poole, som anvendte aliaset "moot" online, at invitere brugere fra ADTRW-forummet til at besøge 4chan, som han markedsførte som en engelsksproget udgave af Futaba Channel, hvor fans kunne diskutere anime og manga. Flere af de brugerne på ADTRW-forummet var på daværende tidspunkt trætte af hjemmesiden høje grad af moderation.
Hjemmesiden bestod af såkaldte imageboards. I begyndelsen bestod den kun af to underfora, eller boards: "/a/ – Anime/General" (Anime/Generelt) og "/b/ – Anime/Random (Anime/Tilfældigt)", men nye anime-relaterede boards blev hurtigt tilføjet. I februar 2004 suspenderede GoDaddy 4chans oprindelige domæne (4chan.net), hvilket fik Poole til at flytte webstedet til dets nuværende domæne, som er 4chan.org. Den 1. marts 2004 meddelte Poole, at han ikke havde nok penge til at betale den månedlige server-regning, hvilket medførte at hjemmesidens forskellige brugerne begyndte at donere penge, som muliggjorde at hjemmesiden kunne holde sig kørende. I juni 2004 var 4chan nede i seks uger, idet PayPal havde suspenderet 4chans donationstjeneste efter at have modtaget klager over hjemmesidens indhold. Efter 4chan igen kom op at køre, blev der oprettet flere ikke-anime-relaterede boards, herunder boards omhandlende våben, biler og videospil. I 2008 blev der oprettet endnu flere nye boards på hjemmesiden. På dette tidspunkt havde kulturen på 4chan ændret sig og bevæget sig væk fra den "tidlige, mere barnlige" humor og over i den såkaldt "guldalder" for trolling, som sigtede mod amerikanske virksomhedsmedier.
Den 21. januar 2015 fratrådte "moot" som 4chan's administrator. Den 21. september 2015 annoncerede "moot", at 4chan var blevet overdraget til Hiroyuki Nishimura stifteren og tidligere ejer af japanske 2channel (ikke at forveksle med 2chan).

### Christopher "moot" Poole
Christopher Poole holdt sin identitet skjult, indtil den blev afsløret den 9. juli 2008 af The Wall Street Journal. Før den tid havde han brugt aliaset "moot"  Samme dag offentliggjorde Lev Grossman i Time et interview, der beskriver Poole's indflydelse som en ikke-synlig administrator som "en af de mest væsentlige" i udviklingen af indholdssamarbejdet. Selvom Grossmans artiklen begyndte med tilståelse af, at "Jeg kender ikke engang hans rigtige navn," hævdede han at identificere omstridt, da Christopher Poole senere, d. 10. juli indrømmede Grossman, at der var en lille chance, at Christopher Poole ikke var moot's rigtige navn, snarere en dunkel henvisning til en 4chan intern joke. Washington Post var enig med, at "Christopher Poole" kunne være en spøg eller en skrøne. Det ville være lige, hvad du ville forvente fra skaberen af 4chan."
I februar 2009, rapporterede The Washington Post, at Poole havde gået på Virginia Commonwealth University et par semestre, før han droppede ud. De rapporterede, at Christopher Poole boede sammen med sin mor, mens han ledte efter en måde at tjene penge på at eje 4chan. 

## Kendte imageboards på 4chan

### /b/
Det "tilfældige" board, /b/, følger af designet fra Futaba Channels såkaldte Nijiura imageboard. Det var det første board, der blev oprettet, og er blevet beskrevet som 4chans mest populære board, som i 2009 tegnede for ca. 30% af hjemmesidens trafik. Nick Douglas fra Gawkers.com har beskrevet /b/ som et board, hvor "folk forsøger at chokere, underholde og lokke fri porno fra hinanden". /b/ har en "ingen regler"-politik, bortset fra et forbud mod – typisk ulovligt – indhold, såsom børnepornografi, invasioner af andre websteder (koordineret udsendelse af forstyrrende indhold) og aldersbegrænset til 18 år, hvilket alle er regler som er nedarvet fra 4chans globale politik, som gælder hele webstedet. Reglen om "ingen invasioner af andre websteder" blev tilføjet i slutningen af 2006, efter at /b/-brugere brugte det meste af den sommer på at "invadere" Habbo Hotel. "Ingen regler"-politikken er også gældende for handlinger udført af administratorer og moderatorer, hvilket betyder, at brugere kan blive bandlyst til enhver tid, uanset årsag, herunder uden grund overhovedet. Som følge af den høje grad af anonymitet på 4chan er moderering af dette board ikke altid vellykket - faktisk er 4chans regel vedrørende børnepornografi ofte genstand for vittigheder på /b/. Christopher Poole fortalte The New York Times, i en diskussion omhandlende moderering af /b/, at "magten ligger i samfundet [/b/] til at diktere dets egne standarder", og at webstedets administratorer blot udgjorde en ramme.
Humoren blandt brugerne på /b/ – som omtaler sig selv som "/b/tards" – er ofte uforståelig for nytilkomne og outsidere, og er karakteriseret ved indviklede inside jokes og sort humor. Brugere omtaler ofte hinanden og store dele af omverdenen som "fags". De omtales ofte af udenforstående som trolls, der regelmæssigt handler ud fra formålet at "gøre det for lulz". En betydelig mængde af 4chans mediedækning er sket som reaktion på kulturen på /b/, som har været karakteriseret som ung, grov og ondskabsfuld. En mediepublikation har beskrevet kulturen på /b/, som at deres "dårlige opførsel opmuntres af webstedets totale anonymitet og fraværet af en historik". Douglas citerede Encyclopedia Dramaticas definition af /b/ som "internettets røvhul". Mattathias Schwartz fra The New York Times sammenlignede /b/ med "en badværelsesbås i en high school eller en sjofel telefonlinje", mens Baltimore City Paper skrev, at "/b/ er knægten i high school med en samling sommerfugleknive og et skab fyldt med porno." Mediet Wired beskriver /b/ som "berygtet".

### /pol/
/pol/ (eller "Politisk ukorrekt") er 4chans politiske diskussionsforum. En indledende tråd på /pol/ siger, at dette board tilsigtede formål er "diskussion af nyheder, verdensbegivenheder, politiske emner og andre relaterede emner." /pol/ blev oprettet i oktober 2011 som en rebranding af 4chans tidligere diskussionsforum for nyheder, /nyt/, som blev slettet i januar grundet en stor mængde racistisk diskussion.
Selvom der i begyndelsen eksisterede en stærk venstre-libertariansk konsensus blandt 4chan-brugererne, er der op gennem 2010'erne sket en gradvis højredrejning i 4chans politiske diskussionsfora, som særligt har været præget af en fundamentalistisk tilgang og syn på ytringsfriheden. /pol/ tiltrak derfor nogle brugere med politiske overbevisninger, der senere ville blive beskrevet med en ny term, alt-right. Medier har karakteriseret /pol/ som værende overvejende racistisk og sexistisk, ligesom disse har beskrevet mange af diskussionsforummets indlæg som værende udtryk for nynazistisk holdninger. Den vidtrækkende kultur af ondskabsfuldt og diskriminerende indhold er "nærmest forbundet" med /pol/, selvom dette board – ligesom andre boards på 4chan – også har medvirket til udbredelsen af forskellige internetfænomener og memes (til tider med en undertone af alt-right-holdninger). /pol/ blev "i stigende grad synonymt med 4chan som helhed".
Mange af brugerne på /pol/ favoriserede Donald Trump i forbindelse med hans præsidentkampagne i 2016 i USA. Både Trump selv og hans søn, Donald Trump Jr., har videredelt /pol/-associerede memes på Twitter. Efter Trump valgsejr i 2016 indlejrede en af /pol/-moderatorerne en pro-Trump-video øverst på alle sider i diskussionsforummet.

## Eksterne links
- TED Talk om 4chan
- Alfonso, Fernando III (d. 1. oktober 2013). "Now 10 years old, 4chan is the most important site you never visit". Interview med Christopher Poole. Daily Dot.